# 科巴里德市鎮

46°14′47″N 13°34′43″E / 46.24639°N 13.57861°E
科巴里德市鎮，是斯洛文尼亞西部的一個市镇，行政中心为科巴里德。傳統上屬於斯洛維尼亞沿海地區。市镇面積为193平方公里，2020年人口4,045，人口密度每平方公里22人。